# Rechtsetzung
Unter Rechtsetzung oder Rechtssetzung versteht man die Schaffung von rechtlichen Normen und allgemein verbindlichen Anordnungen, die eine unbestimmte Vielzahl von Fällen regeln, insbesondere im Wege der Gesetzgebung. Es handelt sich dabei um „vom Menschen gesetzte[s] Recht“, auch positives Recht genannt.
In der Rechtsphilosophie wird der menschlichen Rechtssetzung das Naturrecht gegenübergestellt, das unabhängig vom Handeln des Menschen existiere und das Verhältnis von Gesetz, Recht und Gerechtigkeit untersucht.

## Deutschland
Die Gesetzgebung in Deutschland ist im System der demokratischen Gewaltenteilung neben vollziehender Gewalt und Rechtsprechung eine der drei verfassungsmäßigen Staatsgewalten (Art. 20 Abs. 2 GG).
Es ist zwischen der Rechtsetzung im formellen und jener im materiellen Sinn zu unterscheiden. Die Rechtsetzung im formellen Sinn knüpft an die Gesetzgebungskörperschaft an und bezeichnet die Rechtsetzung durch demokratisch legitimierte Parlamente auf Bundes- und Landesebene (Bundes- und Landesgesetze). Der Begriff im materiellen Sinn dagegen knüpft an den Regelungsinhalt an und bezeichnet jede Rechtsnorm mit Allgemeinverbindlichkeit. Dazu zählen neben den Parlamentsgesetzen auch von Verwaltungsorganen erlassene Rechtsverordnungen wie etwa die StVO und autonome Satzungen, z. B. kommunale Bebauungspläne.
Nicht zur Rechtsetzung zählt die Regelung von konkreten Einzelfällen, beispielsweise durch Verwaltungsakt oder Allgemeinverfügung.
Die Rechtsetzung unterliegt der Normenkontrolle durch die Verwaltungs- und Verfassungsgerichte. Inwiefern Entscheidungen der Judikative selbst auch rechtserzeugend wirken, ist Gegenstand der wissenschaftlichen Debatte.
Mit dem verwaltungswissenschaftlichen Instrument der Gesetzesfolgenabschätzung wird die Rechtsetzung im Hinblick auf ihre gewollten und ungewollten Auswirkungen sowie ihr Zustandekommen im Gesetzgebungsverfahren untersucht. Die Effektivität und Transparenz gesetzlicher Regelungen gehört heute zu den Anforderungen an eine moderne Rechtsetzung.
Die Bundesregierung wird auf den Gebieten des Bürokratieabbaus und der besseren Rechtsetzung durch den Nationalen Normenkontrollrat unterstützt (§ 1 Abs. 2 NKRG).

## Schweiz
In der Schweiz zeichnet sich das Rechtsetzungsverfahren in Bund, Kanton und Gemeinden durch sehr gut ausgebaute, institutionalisierte und erprobte Partizipationsrechte von Privaten, Gemeinwesen und Verbänden aus (Vernehmlassungsverfahren). Wer in welchen Bereichen zur Legiferierung (Rechtsetzung) bevollmächtigt ist, ergibt sich für Bund und Kantone aus der Bundesverfassung (Art. 3, 5a und 43a BV) und für die Gemeinden aus den einzelnen Kantonsverfassungen. Auf Bundesebene gelten Normen als rechtsetzend, die «in unmittelbar verbindlicher und generell-abstrakter Weise Pflichten auferlegen, Rechte verleihen oder Zuständigkeiten festlegen» (Art. 22 Abs. 4 ParlG). Generell-abstrakt bedeutet, dass sich der Erlass nicht auf einen näher bestimmten Personenkreis und auf eine unbestimmte Menge konkreter Sachverhalte bezieht. Beispiele für rechtsetzende Erlasse sind allgemein die Bundesgesetze und Verordnungen.
Die direktdemokratische Tradition der Schweiz hat dazu geführt, dass in allen Kantonen Möglichkeiten geschaffen worden, dass interessierte Bevölkerungsgruppen eigene, fertig ausgearbeitete Gesetzesvorlagen oder Anregungen zur Volksabstimmung bringen können.
Neben den Parlamenten von Bund, Kantonen und Städten sind die Gemeindeversammlungen als Legislativen zur Rechtsetzung ermächtigt. Die Regierungen in Bund, Kantonen und Gemeinden sind ebenfalls für die Rechtsetzung zuständig, soweit sie dazu durch die Verfassung (Gemeindeordnung) oder ein Gesetz ermächtigt sind.

## Common Law
Im anglo-amerikanischen Rechtskreis erfolgt Rechtsetzung neben gesetzgebenden (gubernative Rechtsetzung) auch durch rechtsprechende (judikative Rechtsetzung) Instanzen, soweit es um Gesetze im formellen Sinne geht. Hierbei kommt es durch Fallrecht (englisch case law) zu allgemeingültigen Rechtssätzen, die aus Entscheidungen von Gerichten abgeleitet werden, womit den Gerichten die Aufgabe der Rechtsetzung zukommt.

## Unionsrecht
Im Recht der Europäischen Union besteht die dogmatische Besonderheit, dass als Rechtsakte auch solche Handlungen bezeichnet werden, die nicht allgemein verbindlich sind. Art. 288 Absatz 3 des Vertrags über die Arbeitsweise der Europäischen Union (AEUV) nennt neben Verordnungen, Richtlinien und Beschlüssen auch unverbindliche Empfehlungen und Stellungnahmen. Insoweit ist auch der Erlass von Einzelakten und unverbindlichen Verlautbarungen formal als Rechtssetzung zu bezeichnen, da auch die Empfehlungen und Stellungnahmen schriftlich fixierte Ergebnisse eines gesetzlich geregelten Entscheidungsprozesses sind und beispielsweise im Gesetzgebungsverfahren gewisse Rechtswirkungen entfalten. So können bestimmte Rechtsakte, die eine Empfehlung oder Stellungnahme eines EU-Organs voraussetzen, ohne diese nicht wirksam erlassen werden.